# Tauromachia (fresk)
Tauromachia – minojski fresk odkryty w pałacu w Knossos. Datowane na połowę XVI wieku p.n.e. malowidło znajduje się obecnie na ekspozycji w sali XIV Muzeum Archeologicznego w Heraklionie.
Fresk stanowi najpełniej zachowany spośród zabytków dokumentujących popularne na minojskiej Krecie widowisko kultowe polegające na skokach przez byka. Malowidło ma 0,7 m wysokości. Zachowało się we fragmentach i zostało odrestaurowane.
W centrum obrazu przedstawiony jest wielki biało-brązowy byk. Wyciągnięte w przód i w tył kopyta wskazują, że zwierzę znajduje się w pędzie. Towarzyszą mu trzy postaci ludzkie odziane jedynie w perizonium i różniące się od siebie kolorem skóry, co w sztuce minojskiej oznaczało różnicę płci. Z lewej strony kobieta trzyma za rogi opuszczającego głowę byka. Z prawej strony stoi druga dziewczyna, wyciągająca ręce w stronę  wykonującego na grzbiecie zwierzęta ewolucje akrobaty. Scena została ukazana na jasnoniebieskim tle i zamknięta w ramce ozdobionej abstrakcyjnymi, przypominającymi kamienie symbolami w kolorze białym, niebieskim i czerwonym.
Ponieważ przedstawione postaci różnią się kolorem skóry, uznaje się, iż na malowidle przedstawiono dwie lub trzy różne osoby. Część badaczy interpretuje jednak fresk jako scenę narracyjną, opisującą różne stadia tej samej ewolucji rozłożone w czasie: akrobata miałby chwytać za rogi rozpędzonego byka, wykonywać przeskok przez jego grzbiet i zeskakiwać z tyłu.